# Túnel de base da Furka
O Túnel de base da Furka é um túnel de caminho de ferro de 15,35 km entre Oberwald Valais, a 1 368 m de altitude, e Realp Uri, a 1 538 m, e que veio substituir a linha de montanha da Furka que culmina a 2 160 m e que actualmente é  explorada por uma associação de voluntários.
De bitola métrica e electrificado, o túnel pertence actualmente à Linha Matterhorn-Gotthard, a MGB, resultante da fusão da FO - Furka-Oberalp  e da  BVZ - Brig-Visp-Zermatt. Com a abertura do túnel de base a exploração não é interrompida durante o Inverno como o era quando subia ao Passo da Furka.
O túnel possui de duas estações de cruzamento; Geren e Rotondo. A estação de cruzamento de Geren está a um terço do caminho do túnel, visto da entrada de Oberwald, a estação de cruzamento de Rotondo também está a um terço do caminho do túnel, visto da entrada de Realp. Entre Geren e Bedretto, mais ou menos ao meio do túnel, existe um outro túnel perpendicular ao túnel de base da Furka que vai dár ao vale de Bedretto no cantão de Ticino. Foi construído para facilitar a construção do túnel de base do Furka, com intenções de que quando o túnel principal estivesse concluido, este túnel fosse ampliado e autorizasse uma conexão ferroviária até ao cantão de Ticino. Essa ideia não teve sucesso no parlamento suíço e assim o túnel foi abandonado após a finalização do túnel de base da Furka. Hoje o instituto Federal de Tecnologia de Zurique (ETH Zürich) tem um laboratório no meio do túnel de Bedretto, onde estudam a energia geotérmica.
Visto da entrada de Oberwald, o túnel tem uma subida de 17‰ (1.7%) até à saída da estação de cruzamento de Rotondo. A partir daí começa uma descida de 2.5‰ (0.25%) até a saída em Realp.
Os serviços ferroviários que travessam o túnel são:
- Comboio de transporte de viaturas (durante a semana a cada hora e durante o fim de semana a cada meia hora)
- comboios regionais entre Visp e Andermatt (linha R43)

- Galcier Express (dependente da estação podem circular até quatro comboios Glacier Express em cada direção)

O túnel de base da Furka que custou 4 vezes mais do preço previsto, foi construído entre 1973-1982,  tem 15,4 km e desde o seu início foi previsto para fazer também o transporte de veículos pelo combóio (ver imagens).
A construção deste túnel também permitiu que o combóio turístico Glacier Express possa funcionar todo a ano, pois quando passava pelo colo, parava de Inverno.  

## Imagens

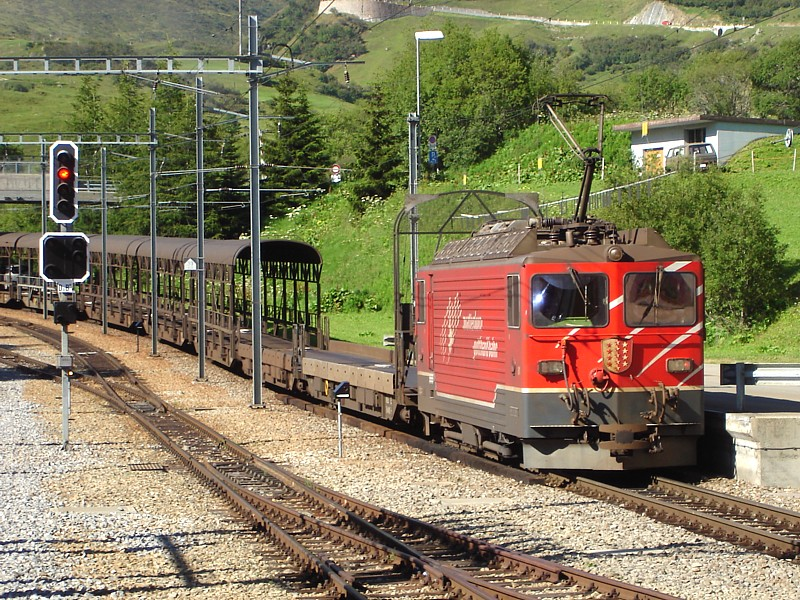
Comboio-viatura
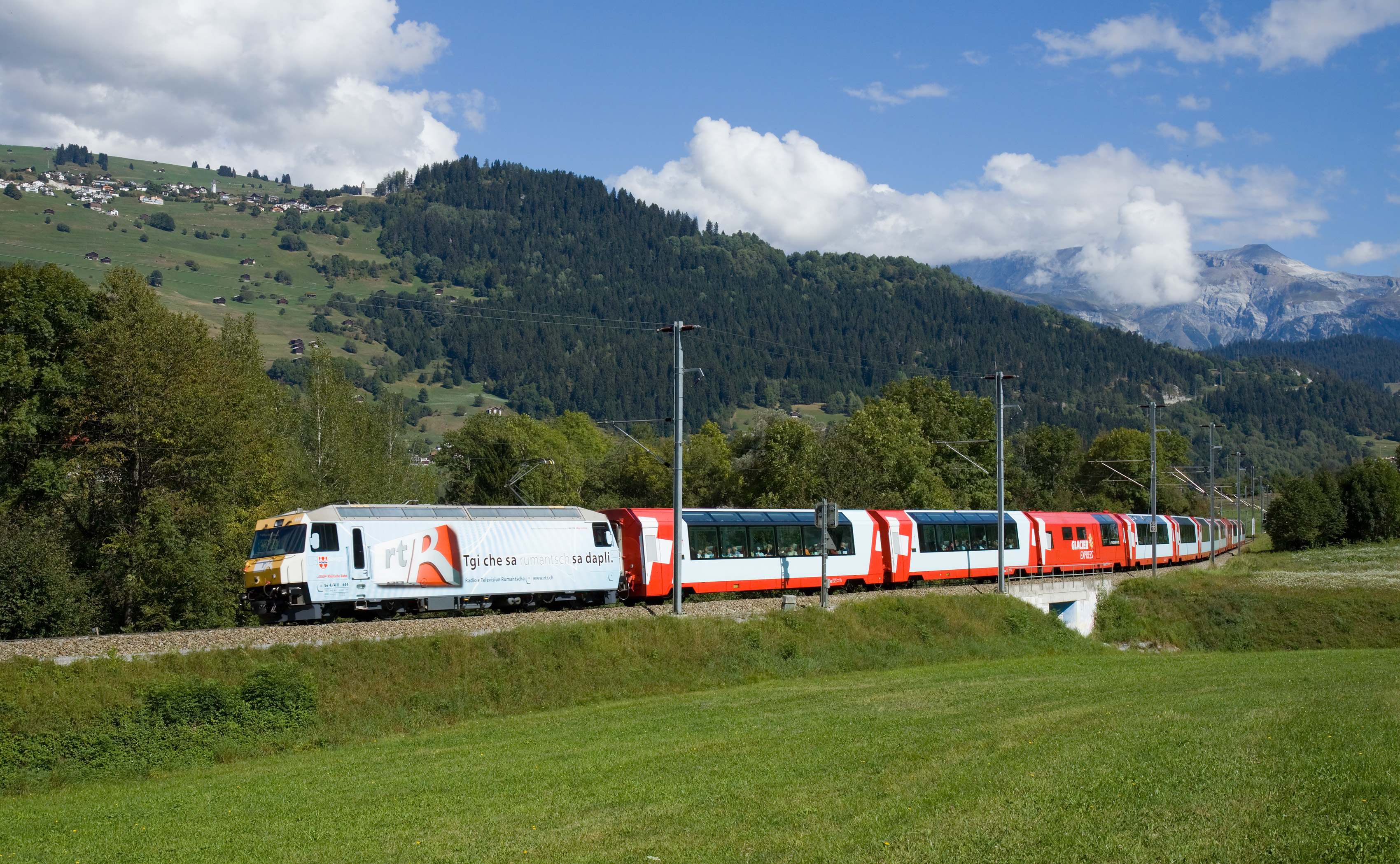
Um Glacier Express